# Schoenicola platyurus
Schoenicola platyurus là một loài chim trong họ Locustellidae.